# Zhang Wenxiu
Zhang Wenxiu (pinyin: Zhāng Wénxiù), född den 22 mars 1986 i Liaoning, Kina är en kinensisk friidrottare som tävlar i släggkastning. 
Zhang Wenxiu var med vid VM i Edmonton 2001 där hon slutade 11:a. Vid VM 2003 lyckades hon inte kvalificera sig till final. Vid sitt första olympiska mästerskap sommaren 2004 i Aten slutade hon 7:a. En bättre position blev det vid VM 2005, då hon slutade 5:a. Samma år blev Zhang Wenxiu asiatisk mästare. 
VM 2007 blev ytterligare en framgång för Zhang Wenxiu, då hon slutade 3:a. En bronsmedalj blev det även på hemmaplan vid de olympiska sommarspelen 2008, där hon kastade 74,32.
Zhang Wenxius personliga rekord är 77,33 noterat vid en tävling 2014.